# María Shaw
María Rosario Shaw Martos (Córdoba, 31 de enero de 1939) es una esgrimista española. Compitió en el evento de florete individual femenino en los Juegos Olímpicos de Roma de 1960 y fue la primera deportista andaluza en participar en unos juegos olímpicos

## Trayectoria
De padre inglés –Arturo– y madre rondeña –Concepción–, se inició en disciplinas como la natación y la equitación. Se mudó a Madrid en 1956, donde compatibilizó los estudios con sus actividades deportivas, para estudiar Ciencias Físicas. Comenzó también a jugar al baloncesto y formó parte del equipo de la Facultad de Ciencias. 
Su encuentro con la esgrima se produjo en el curso académico 1958-1959. En muy poco tiempo adquirió bastante soltura con el florete gracias a las enseñanzas del maestro italiano Azzara y, con solo tres meses de práctica, se proclamó campeona de Castilla. Poco después, debutó internacionalmente en un torneo en Marsella y concurrió al Campeonato del Mundo júnior (sub-20) que en 1959 se celebró en París (Francia). 
Así llegó al año olímpico de 1960, con buenos resultados, y el anuncio del Comité Olímpico Español de preparar el equipo nacional para los Juegos Olímpicos de Roma y llevar una representación femenina, después de los juegos de París en 1924. Entre los deportes seleccionados para el retorno de las mujeres estaba la esgrima y para dilucidar las elegidas de entre las optantes se determinó el requisito de ser medallista en florete –única arma femenina olímpica– en el Campeonato de España, a finales de abril en el Círculo de la Unión Mercantil de Madrid. Ya en Roma, compitió el 31 de agosto en la sede del Palacio de Congresos y quedó eliminada en la primeraronda al acabar 4.ª del grupo 6, cerca de la clasificación para cuartos de final, pues pasaban las tres primeras. Shaw, en cinco combates, firmó dos triunfos –ante la húngara Magda Nyári-Kovacs y la finlandesa Bárbara Helsingius– y cayó a manos de la rumana Maria Vicol –a la postre medalla de bronce–, la soviética Galina Gorokhova –cuarta– y la británica Mary Glen-Haig. Vivida intensamente la aventura olímpica, quiso continuar en la esgrima a la par que progresaba en sus estudios. Se erigió en dominadora de la escena nacional del florete durante el siguiente lustro, ya que logró cinco títulos nacionales de 1961 a 1966, con la excepción de 1964, cuando fue subcampeona. Asimismo, volvió a ser internacional absoluta al competir fundamentalmente en el Campeonato del Mundo de 1961, celebrado en Turín (Italia), y en los Juegos Mundiales de la primavera, competición ya desaparecida que se llevó a cabo en septiembre de 1965 en Río de Janeiro donde se alzó con el triunfo individual y por equipos.
Paralelamente, se licenció en Ciencias Físicas al término del curso 1961-1962, llevó a cabo un curso de programador en IBM, estudió inglés y obtuvo la reválida con un trabajo de investigación realizado en la Centro de Investigaciones Energéticas, Medioambientales y Tecnológicas. En mayo de 1965, tras la medalla de oro en el Nacional, marchó a París con una beca de ocho meses de la Federación Española de Esgrima para aprender la nueva técnica francesa, estancia en Francia que alargaría hasta un año para estudiar el vacío físico, sin apenas tocar el florete. A su regreso a España en 1966, reapareció en el Torneo de la Costa del Sol (2.ª) y volvió a conquistar la medalla de oro en el Campeonato de España, mientras que en el ámbito personal contrajo matrimonio y empezó a trabajar en el Centro de Investigaciones Físicas Torres Quevedo de Madrid. Estos cambios en su vida motivaron un primer apartamiento de la esgrima que duró nueve años, en los cuales dio a luz a tres hijos. Sin embargo, la llamada del cruce de armas solo quedó aletargada y, al volver a asistir como espectadora a las competiciones, el deseo de sentir de nuevo la competición tomó forma. De esta manera, Mary Shaw ciñó traje y máscara a finales de los años 70 y, para sorpresa suya y de la esgrima española, se alzó en 1979 con el sexto y último entorchado nacional absoluto de su trayectoria deportiva.Tenía 40 años y con este inesperado triunfo aplacó durante un tiempo su indómito espíritu. Superados los 55 años, Shaw volvió a competir en la categoría veterana. Fundó la Asociación Española de Veteranos de Esgrima poniéndose en contacto con muchos tiradores españoles retirados y se convirtió en asidua de los mundiales de esta categoría de edad. 
En el Campeonato del Mundo de veteranos debutó en 1999, en Siófok (Hungría), alzándose con la medalla de plata en florete para edades de 60 a 69 años y al año siguiente ganó la medalla de bronce en el certamen celebrado en Godollo (Italia). Su último Mundial fue el de 2009, en Moscú, retirándose con una medalla de plata en florete para mayores de 70 años debido a un problema con su rodilla.
Sigue viviendo en Madrid junto a su esposo.

## Premios y reconocimientos
- En 2019 recibió la mención especial del jurado en los Premios Andalucía de los Deportes en reconocimiento a su trayectoria.[4]
- 25 de noviembre de 2014 Homenaje a María Shaw de la Fundación Andalucía Olímpica, como la primera deportista andaluza en participar en unos juegos olímpicos.[5]
- Ingresó en 2007 en la Real Orden del Mérito Deportivo en la categoría de medalla de bronce.[6]